# Eurydice mauritanica
Eurydice mauritanica là một loài chân đều trong họ Cirolanidae. Loài này được de Grave & Jones miêu tả khoa học năm 1991.